# MSC Carla
Le MSC Carla  est un porte-conteneurs construit en 1971 par les chantiers Gotaverken-Oresundsvarvet de Landskrona pour la compagnie Svenska Ostasiatiska Kompaniet. Le 24 novembre 1997, alors qu'il navigue au large des Açores, le navire s'ouvre en deux dans une tempête. La proue sombre le 30 novembre 1997. La poupe est détruit à Gijón l’année suivante.

## Histoire

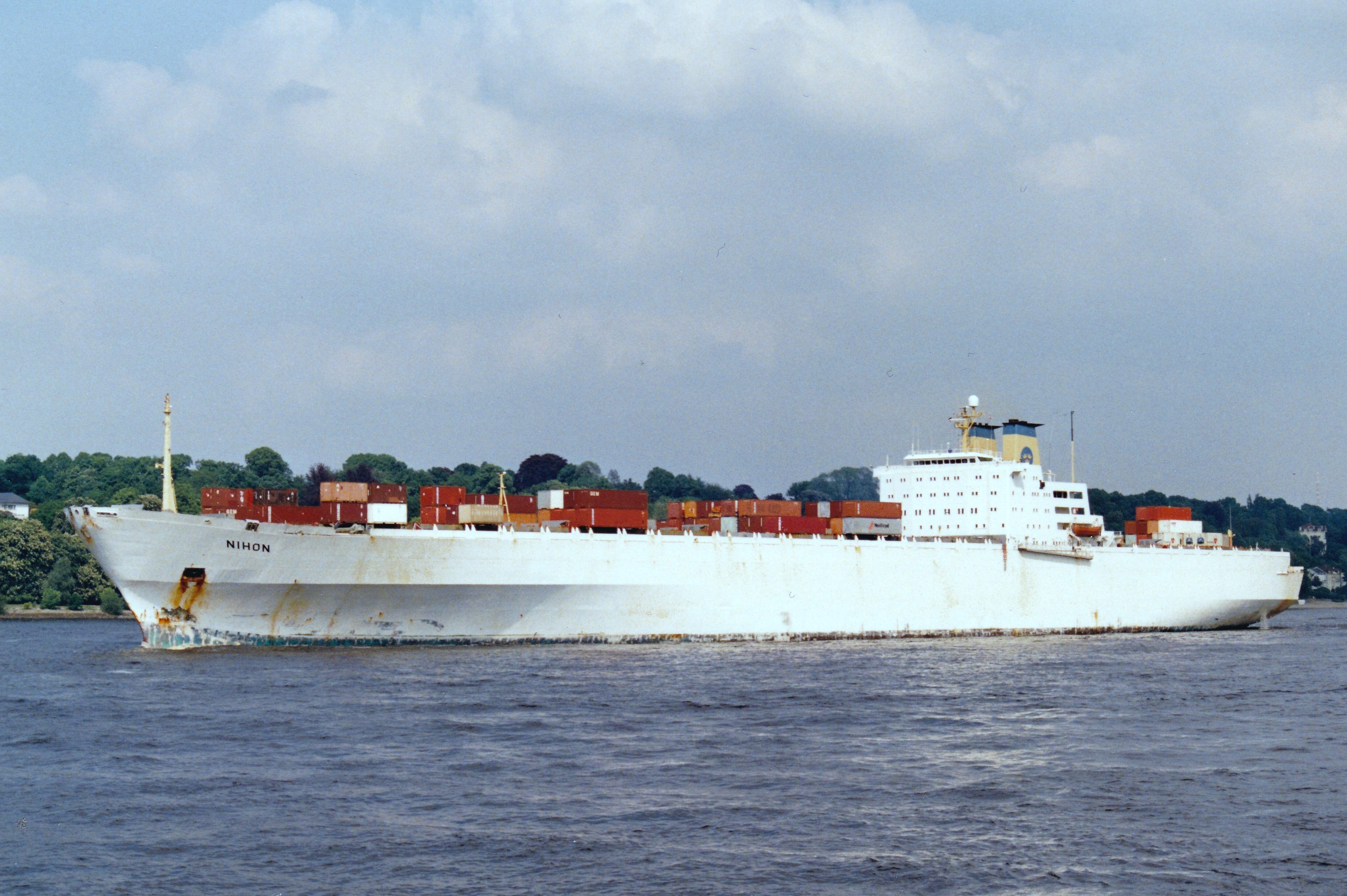
Le Nihon à Hambourg en mai 1990.

Le MSC Carla est un porte-conteneurs construit sous le nom de Nihon en 1971 par les chantiers Gotaverken-Oresundsvarvet de Landskrona pour la compagnie Svenska Ostasiatiska Kompaniet. Il est lancé le 26 novembre 1971 et mis en service le 17 mai 1972. En août 1978, il est transféré à la compagnie Broströms Rederi AB (sv), puis à la compagnie AB Transocean en 1984. Le 25 septembre 1984, il arrive aux chantiers navals Hyundai Mipo Dockyard d’Ulsan où il est agrandi de 14,2 mètres par les chantiers navals d’Ulsan, puis il est remis en service le 30 octobre 1984. En avril 1988, il est vendu à la compagnie Transatlantic Shipping, afin d’être revendu à la compagnie Det Østasiatiske Kompagni (en) en 1991.
En avril 1993, il est vendu à la compagnie Maersk Line et est renommé Ladby Mærsk. En septembre 1995, il est vendu à la compagnie Mediterranean Shipping Company qui le rebaptise Ladby puis MSC Carla en janvier 1996.
Le 24 novembre 1997, alors que le navire est en route du Havre vers Boston, il se brise en deux lors d’une tempête au large des Açores. La proue coule le 30 novembre 1997, mais la poupe est prise en remorque et amenée à Las Palmas où elle est déchargée dès son arrivée, le 20 décembre 1997. Elle est ensuite remorquée à Gijón et détruite en 1998.